# Kristbergbahn
Die Kristbergbahn ist eine Seilbahn in Silbertal (Montafon, Vorarlberg) die von der Montafoner Kristberg-Bahn Silbertal GmbH betrieben wird. Sie führt zu einem kleinen Wintersportgebiet in der Parzelle Kristberg oberhalb von Silbertal.

## Technische Daten

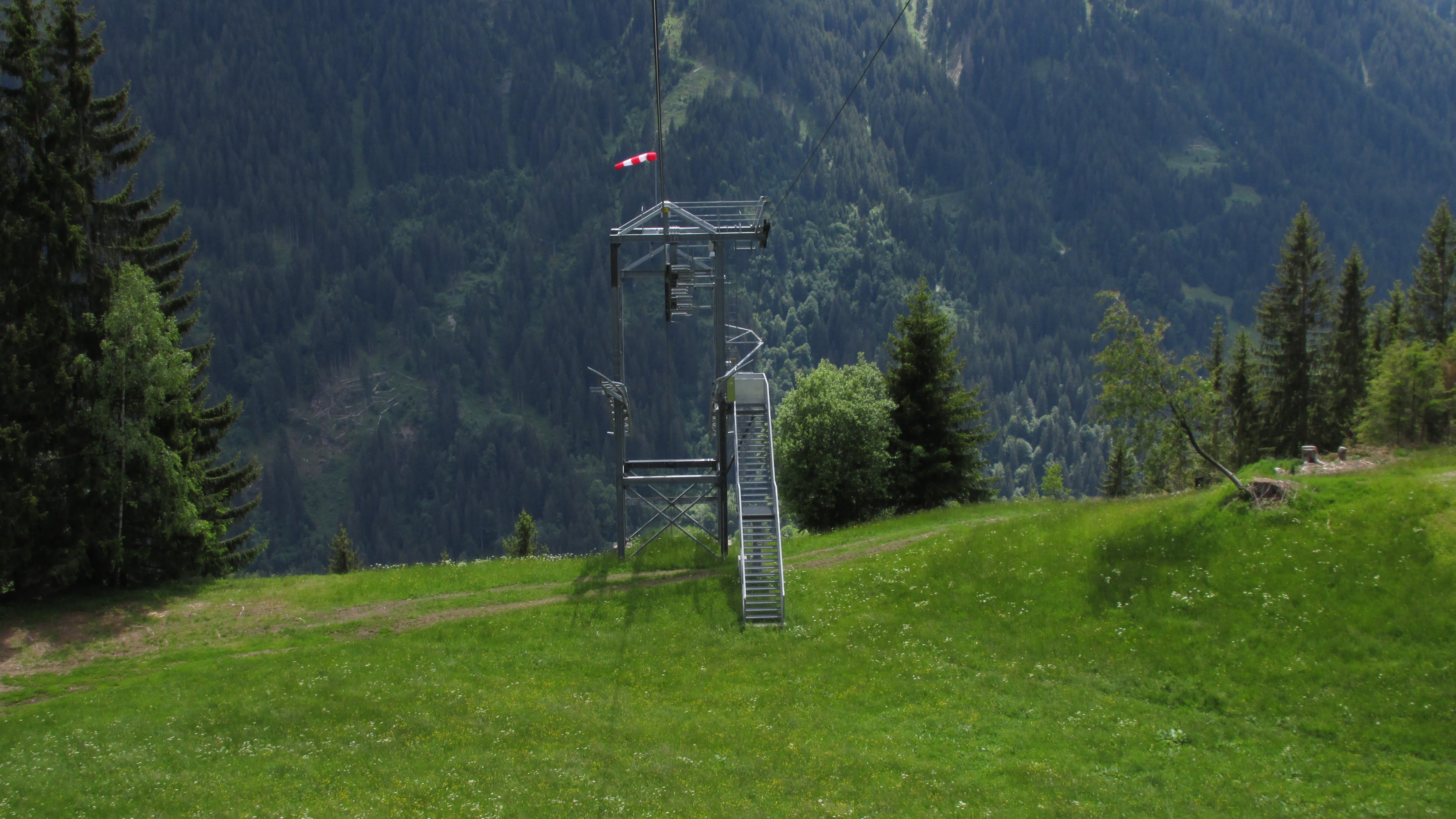
Zwischenstation "Stelzer" an Stütze 3 mit ausklappbarer Zugangsplattform, die die Kluft zwischen der Stütze und der Kabine überbrücken kann.

Die Kristbergbahn, 1988 gebaut, führt als Pendelbahn von Silbertal-Innertal (889 m ü. A. ⊙) nach Kristberg, bis auf 1444 m (Bergstation). Die stets mit einem Führer besetzte Gondel fasst 35 Fahrgäste oder darf mit 2880 kg beladen werden, die Fahrzeit über die 1575 m lange Trasse beträgt bei maximal 7 m/s ohne Zwischenhalt etwa fünf Minuten. An den Stützen 2 und 3 sind Zwischenhaltestellen, an denen bei Bedarf gestoppt wird. Diese erlauben über eine Treppe und eine ausklappbare Plattform den Zugang zur oder den Abgang von der Gondel. 
Die Bahn wurde von der Fa. Steurer gebaut. Die Gondel stammt von CWA Olten, das Laufwerk und die Aufhängung der Gondel wurden von der Voest Alpine, Linz, geliefert. Das 42 mm dicke Tragseil (rechnerische Bruchlast 2225 kN) und das 24 mm dicke Zugseil (Bruchlast 446 kN) stammen von der Firma Austria Draht GmbH, Bruck an der Mur. Das Tragseil wird hydraulisch mit einer Kraft von ca. 550 kN, das Zugseil mit einem Gewicht von 10 t gespannt. Der Hauptantrieb (Elektromotor) leistet 292 PS, der Notantrieb (Dieselmotor) 130 PS.
Im Frühling 2016 fand eine Grundsanierung statt. Hierbei wurden etwa 750.000 Euro für die Erneuerung der gesamten Steuerungs-, Elektro- und Bremstechnik, sowie für eine neue Kabine und einen neuen Abgang ausgegeben.

## Ski- und Wintersportgebiet Kristberg
Die Montafoner Kristberg-Bahn Silbertal GmbH betreibt drei Lifte: Die Kristbergbahn, sowie zwei Schlepplifte ab dem Kristbergsattel für die Wintersaison (Kristberglift ⊙, Sattellift ⊙) bis in eine Höhe von knapp 1600 m.
Außerhalb der Skisaison ist nur die Kabinenbahn im Betrieb. Mit ihr werden auch Fahrräder befördert. Das Gebiet verfügt über etwa 4 km Piste, weil man – als Skiroute bei ausreichender Schneelage auf allerdings südseitigen und deshalb schnell ausapernden Hängen – ins Tal abfahren kann. Dort besteht auch ein Anschluss an das Skigebiet Hochjoch Schruns (Kapellbahn ⊙ in Sibertal-Außertal).

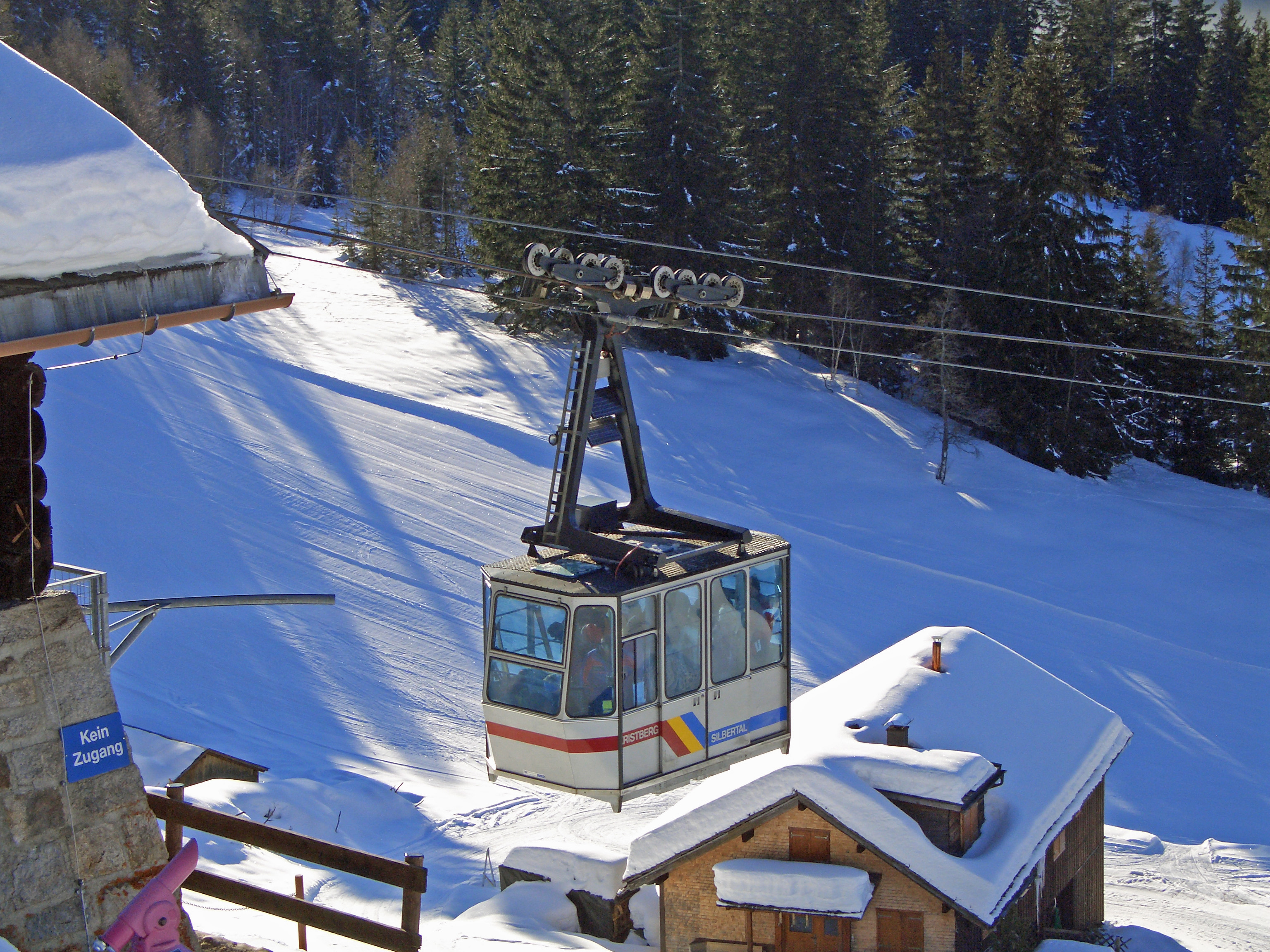
Die Kristbergbahn an der Bergstation

Der Kristberg ist aber im Besonderen als Tourengebiet erschlossen, es verfügt über 11 km Höhenloipe (Panoramaloipe), die unter anderem am Hochmoor Wildried vorbeiführt. Weiterhin gibt es über 40 km präparierte Winterwanderwege, über 48 km beschilderte Schneeschuhrouten und vier markierte Skitourrouten. Unter anderem führen solche aufs Muttjöchle (2074 m ü. A.), von welchem wiederum eine gewalzte Spur ins Skigebiet Sonnenkopf hinabführt.
Die Talstation der Kristbergbahn ist Endstation der Landbuslinie 88 von Schruns.